# Bajadéra (balet)
Bajadéra (rusky: Баядерка) je velký balet, který byl poprvé uveden v Petrohradu v roce 1877. Hudbu složil Ludwig Minkus, libreto napsali choreografové Marius Petipa a Sergej Chuděkov. Příběh, který se odehrává ve starověké Indii, kombinuje exotickou a romantickou poezii, a proto je také známý jako „Giselle Orientu“.
Mezi znalci má téměř legendární postavení a někdy je považován za „posvátný balet“. Nejznámější částí je „Království stínů“ ve 3. dějství, které je tradičně uváděno jako balet blanc.
Velmi působivá a melodická baletní hudba Minkuse je považována za jeho mistrovské dílo. Orchestrální partitura nebyla zveřejněna a původní rukopis našli v archivech Mariinského baletu až Sergej Vicharev (Вихарев, Сергей Геннадьевич) a Pavel Guerchenzon v roce 2002.
Literární předlohou je drama „Šakuntala“ indického básníka Kálidásy a balada „Bůh a bajadera“ (Der Gott und die Bajadere) Johanna Wolfgang von Goetha. Děj je založen na romantické orientální legendě o nešťastné lásce bajadéry a statečného válečníka.
Česká premiéra: 11. duben 2003 v Brně.

## Osoby
- Nikiya, bajadéra
- Solor, ušlechtilý válečník
- Madhavaya, fakír
- Nejvyšší bráhman
- Dugmanta, rádža
- Gamzatti, rádžova dcera, Solorova snoubenka
- Tři stíny
- Od 20. století také: zlatý nebo bronzový idol, sólový tanečník

- Chrámové tanečnice, fakíři, jogíni, poutníci, Gamzattiny přítelkyně, sloužící, otroci a otrokyně, stíny, svatebčané a další.

## Děj a struktura
Děj se odehrává ve starověké Indii. Důraz je kladen na lásku mezi bajadérou Nikiyou a válečníkem Solorem. Následující obsah vychází z původního libreta, publikovaného společností Marius Petipa Society. Mnoho moderních produkcí končí po slavném „Království stínů" (3. dějství)! Čtvrté dějství se v uvedené podobě dává pouze ojediněle.

### První dějství

#### Svátek ohně
1. scéna: Před indickým chrámem uprostřed lesa; v pozadí Himálaje
Vznešený kšatrija (bojovník), Solor, je se svými kamarády na lovu tygrů. Když ostatní lovci zmizeli, zůstává sám před chrámem a žádá fakíra Madhavana, aby mu zprostředkoval setkání s chrámovou tanečnicí Nikiyou.
Poté, co Solor odejde, objeví se nejvyšší bráhman s doprovodem mnichů, věštců, kněží a guru, aby uspořádali slavnostní obřady na počest svatého ohně. Po vystoupení devadasis (chrámových tanečnic) se objeví zahalená Nikiya, nejposvátnější z chrámových tanečnic. Začne tančit kolem posvátného ohně.
Bráhman tajně vyznává svou lásku Nikiyi, ale ona ho odmítne. Když pak Nikiya dává fakírovi Madhavanovi napít vody ze svaté studny, ten jí sdělí zprávu od Solora.
Po ukončení posvátných rituálů se všichni stáhnou do chrámu. V měsíčním světle se setkají Solor a Nikiya a před posvátným ohněm si přísahají věčnou lásku. Tajně je sleduje Nejvyšší bráhman a žárlivě slibuje Solorovi pomstu.
2. scéna: V sálu rádžova paláce
Rádža Dugmanta sděluje své dceři Gamzatti a Solorovi, že svatba, plánovaná jim už od jejich dětství, se brzy uskuteční. Solor se snaží odporovat, ale proti příkazům rádži nic nemůže. Když mu představí Gamzatti a zvedne jí závoj, Solora její krása zaujme, ale zároveň myslí na Nikiyu a na svou přísahu.
Solor se stáhne když se objeví nejvyšší bráhman. Ten pak říká rádžovi, že Solor miluje svatou bajadèru Nikiyu, a tajně se s ní v noci setkává. Rádža je pobouřen a zamýšlí Nikiyu z cesty odstranit. Když se o tom bráhman dozví, je zděšen a pokouší se přesvědčit Dugmantu o tom, že když zabijí chrámovou tanečnici, bohové se proti nim obrátí. Rádža je však již rozhodnut.
Gamzatti je tajně vyslechla. Pošle pro Nikiyu a konfrontuje ji s obrazem svého budoucího manžela. Když bajadéra vidí obrázek svého Solora, přizná se princezně, že ho miluje a že on jí přísahal věčnou lásku. Mezi ženami vznikne hádka, během níž Nikiya v afektu ohrožuje princeznu dýkou. Ve velkém zoufalství pak prchá.

### Druhé dějství

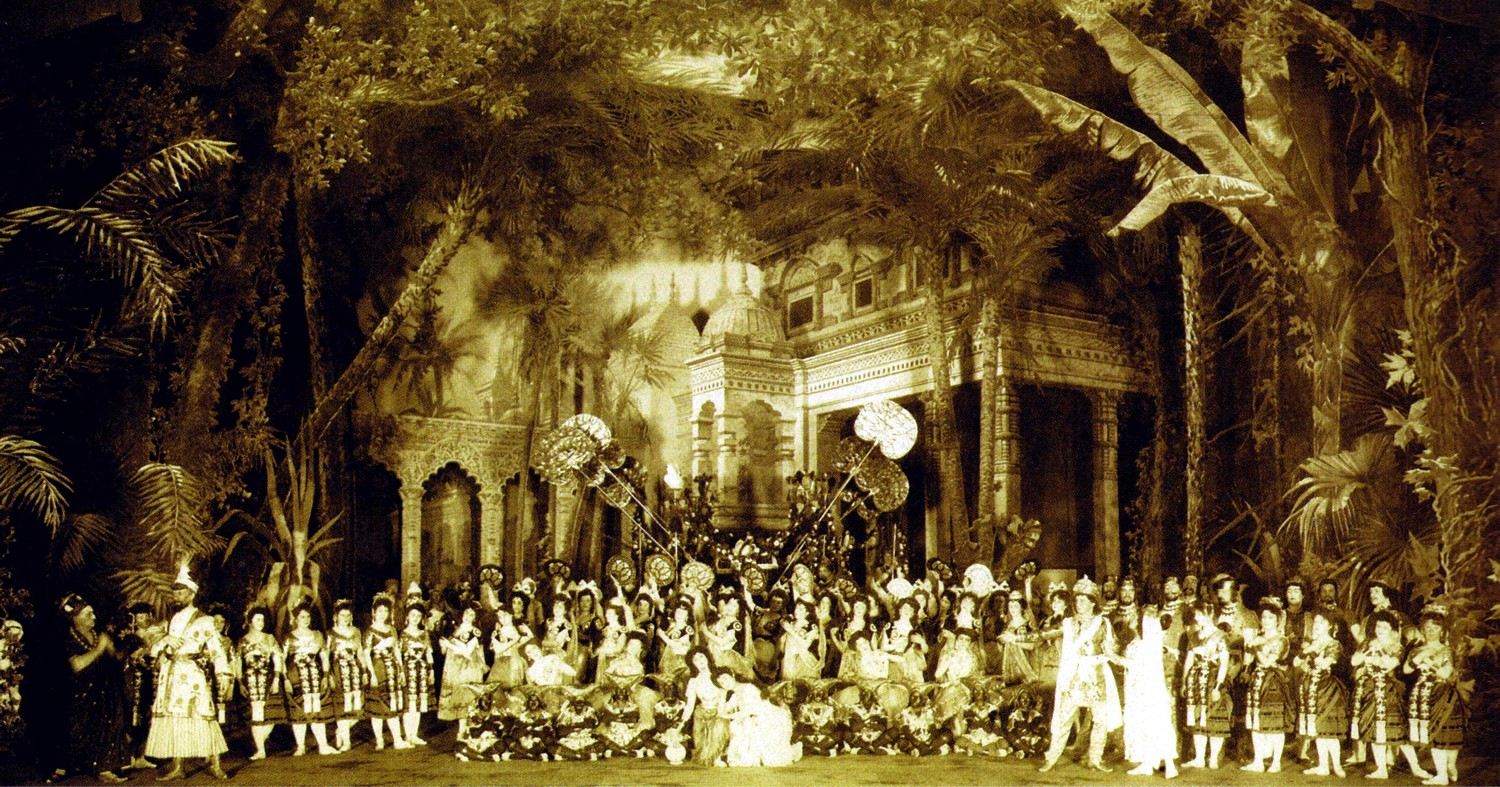
Scéna ze druhého dějství (1900)

#### Dvě rivalky a bajadéřina smrt
3. scéna: Palácová zahrada s pagodou, v pozadí Himálaje.
Během nádherné zásnubní slavnosti Gamzatti a Solora se Nejvyšší bráhman objeví se zahalenou Nikiyou. Tanec bajadéry je plný velkého smutku a zoufalství nad Solorovým porušením slibu věrnosti. Gamzattina služebná dává Nikiyi košík s květinami, které údajně poslal Solor. V košíku je však ukrytý had! Nic netušící Nikiya je uprostřed radostného tance nad darem od Solora hadem uštknuta a zhroutí se. Ve snaze ji zachránit jí bráhman podá protijed, ale tanečnice to odmítne. Umírá v Solorově náručí a znovu mu připomene jeho přísahu lásky.

### Třetí dějství

#### Zjevení stínu,  Království stínů a Solorovo probuzení
4. scéna: Solorův pokoj
Solor je celý bez sebe bolestí z Nikiyiny smrti. Pokusy fakíra a Gamzatti rozveselit ho, selhaly. Omámí se opiem.
5. scéna: Království stínů

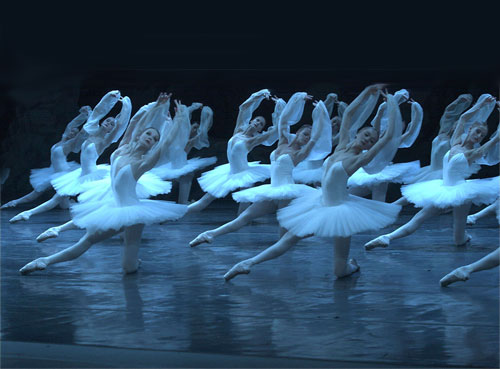
Království stínů

Ve vizi potkává Nikiyu v říši stínů. Tančí spolu navzájem. Nikiya mu připomíná jeho posvátnou přísahu lásky a říká, že když slib dodrží, bude s ní v posmrtném životě šťastný.
V mnoha moderních produkcích zde balet končí!
6. scéna: Solorův pokoj
Když se Solor ze svého omámení probudí a rádžovi služebníci mu přinášejí svatební dary, sleduje je jako v transu.

### Čtvrté dějství

#### Hněv bohů
7. scéna: Ve chrámu
Začíná svatební hostina pro Solora a Gamzatti. Během tanců uvidí Solor ducha Nikiye. Když čtyři dívky nabídnou nevěstě jako dárek košík s květinami, zachvěje se Gamzatti. Vzpomněla si na vraždu Nikiye, která se jí rovněž okamžitě zjevila. Gamzatti s hrůzou prchá do náruče svého otce, který dává rozkaz zahájit obřad. Když Nejvyšší bráhman vezme ruce nevěsty a ženicha k provedení svatebního obřadu, obloha se zatemní, nastanou blesky a hromy. Při strašlivém zemětřesení, kdy se vybíjí hněv bohů, se chrám zhroutí a všechny pod sutinami pohřbí.
Apoteoza
Po zemětřesení se duše Nikiye a Solora znovu setkají a v obraze věčného světla se vznášejí k vrcholům Himálají do nirvány (stav absolutní blaženosti).

## Obsazení při premiéře
| Osoba            | Premièra 23. leden 1877 |
| ---------------- | ----------------------- |
| Nikiya           | Jekaterina Vazem        |
| Solor            | Lev Ivanov              |
| Gamzatti         | M. N. Goršenkova        |
| Nejvyšší bráhman | Nikolai Golts           |
| Madhavaya        |                         |
| Dugmanta         | Christian Johansson     |

## Historie

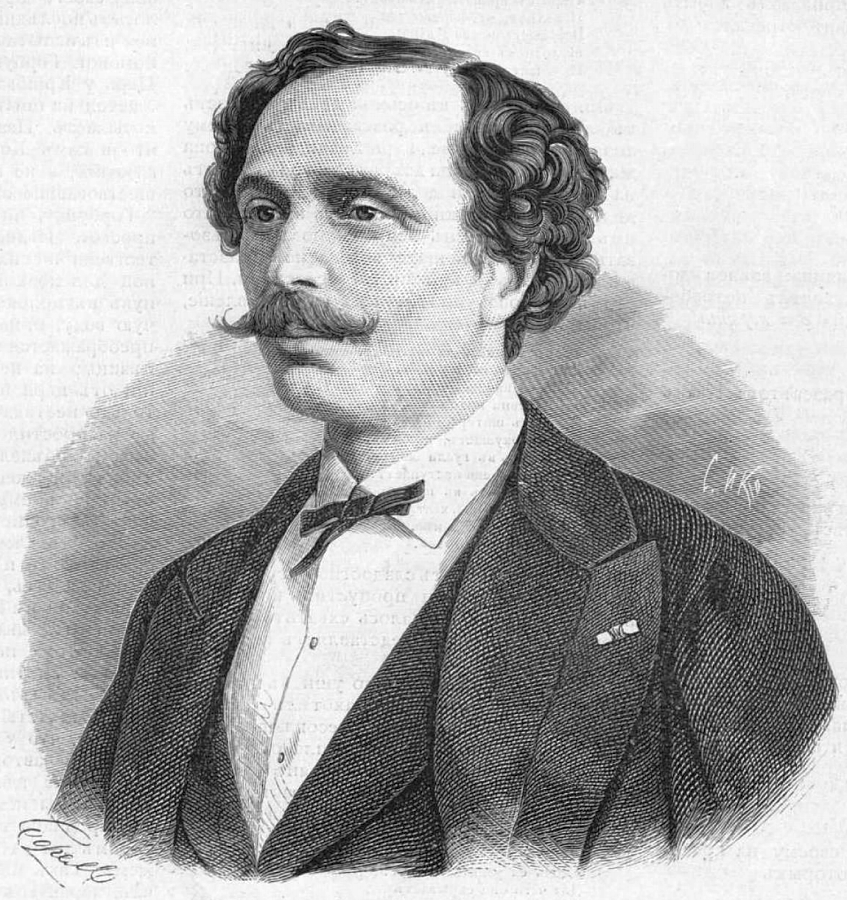
Marius Petipa

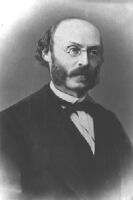
Léon Minkus

### Vznik a premiéra
V romantické éře byl Orient a exotická postava indických chrámových tanečnic, „bajadér“ oblíbeným tématem, s nímž se již před Petipou a Minkusem zabýval Filippo Taglioni, jehož balet Le Dieu et la Bayadère (Bůh a bajadéra) měl v Paříži premiéru v roce 1830. Fascinace tímto tématem nabrala na síle poté, co v Paříži byla roku 1838 skupina skutečných tanečnic z Indie se sólovou tanečnicí Amani, a její hostování popsal Théophile Gautier. Možným přímým modelem pro balet Bajadéra se někdy předpokládá balet Sacountalâ, který v pařížské opeře uvedl 14. července 1858 Petipův bratr Lucien Petipa a který byl založen na hře indického básníka Kálidásy.
Bajadéra měla původně čtyři dějství a sedm obrazů s apoteózou. Petipa na tuto nákladnou produkci potřeboval téměř šest měsíců, kvůli čemuž se zvýšilo vstupné (bylo vyšší než u italské opery, která už byla velmi drahá!).
Balet měl premiéru 23. ledna 1877 (podle juliánského kalendáře) v císařském petrohradském Velkém divadle (Большой театр Санкт-Петербург) - jen pár týdnů před moskevskou premiérou Čajkovského, tehdy méně známého, Labutího jezera.

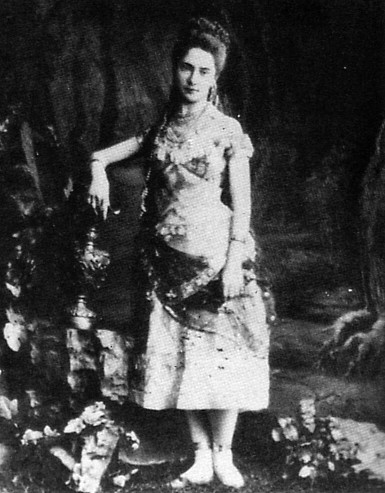
Jekaterina Vazem jako Nikiya v baletu Bajadèra, 1877

Titulní role chrámové tanečnice Nikiye byla vytvořena pro primabalerínu Jekaterinu Vazem (Екатери́на О́ттовна Ва́зем). Patřil jí také i příjem z premiéry. V dalších hlavních rolích tančil Lev Ivanov (Иванов, Лев Иванович) jako Solor, Maria Goršenkova (Горшенкова, Мария Николаевна) jako Gamsatti, Nikolai Goltz (Гольц, Николай Осипович) jako nejvyšší bráhman a Christian Johansson (Иогансон, Христиан Петрович) jako rádža. V zásnubní scéně druhého dějství vystoupilo 230 tanečníků a kompars. Ve známé scéně „království stínů" ve třetím dějství vystoupilo 64 tanečníků.

Balet měl velký úspěch, závěrečný potlesk prý trval přes půl hodiny. Představitelka hlavní role Jekaterina Vazem byla poctěna darem brože s rubíny a diamanty a od slavné operní zpěvačky Adeliny Patti dostala kytici květin. Bajadéra se stala jejím oblíbeným baletem. Později uvedla:
Milovala jsem jeho krásný, velmi divadelní scénář, jeho zajímavé, živé tance v nejrůznějších žánrech a nakonec Minkusovu hudbu, kterou skladatel zvládl obzvláště dobře, pokud jde o melodii a koordinaci s charakterem scén a tanců.
Jekaterina Vazem
Poslední revizi baletu uvedl Petipa 3. prosince 1900 (podle Juliánského kalendáře) v Mariinském divadle. Provedl několik důležitých změn, včetně změny názvu rádžovy dcery z původního „Hamsatti“ na Gamzatti; a v „království stínů" snížil počet tanečníků z původních 64 na 48. V premiéře této nové verze tančila Matylda Krzesiňská jako Nikiya, Pavel Gerd (Гердт, Павел Андреевич) jako Solor a Olga Preobraženská (Преображенская, Ольга Ивановна) jako Gamzatti, dále Felix Krzesiňský (nejvyšší bráhman), Nikolai Aistov (rádža) a při pas de trois (tanec ve třech) v „království stínů" také Vera Trefilova (Трефилова, Вера Александровна), Varvara Rychliakova a Anna Pavlova (Павлова, Анна Павловна). Tato poslední původní produkce Petipovy Bajadéry byla naposledy provedena v roce 1916.
Petipova choreografie Bajadéry byla kolem roku 1905 zaznamenána Stěpanovou metodou (Владимир Иванович Степанов) a později se dostala do významné Sergějevovy sbírky (Sergeyev Collection) na Harvardově univerzitě.

### Inscenace v Rusku

#### Маriinské divadlo
- 1900 - autorská obnova a nové vydání Mariuse Petipy (Nikia - Matilda Krzesinská, Solor - Pavel Gerdt)
- 1941 - nové vydání Vachtanga Čabukiani (Вахтанг  Чабукиани) a Vladimíra Ponomarjova (Владимир Пономарёв)
- 2002 - revize Sergěje Vichareva (Вихарев, Сергей Геннадьевич). 31. května 2002 vydal Sergěj Vicharev rekonstrukci Bajadèry v Mariinském divadle podle taneční partitury ze Sergějevovy sbírky s dlouho ztraceným čtvrtým dějstvím. Tančily Daria Pavlenko (Nikiya), Igor Kolb (Solor) a Elvira Tarasova (Gamzatti).[16]

#### Velké divadlo
- 1904 - choreografie Alexandra Gorského (Александр Горский) podle představení Mariuse Petipy. Nikiya - Jekaterina Geltser (Екатерина Гельцер), Solor - Michail Mordkin (ихаил Мордкин .)
- 1917 - choreografie Alexander Gorský. Nikiya - Jekaterina Geltser (Екатерина Гельцер), Solor - Vasilij Tichomirov (Василий Тихомиров)
- 1923 - choreografové Alexandr Gorsky a Vasilij Tichomirov (obnova provedení „Království stínů", podle choreografie Mariuse Petipy)
- 1991 - inscenace Jurije Grigoroviče (Григорович, Юрий Николаевич). Verze Mariuse Petipy.

#### Další divadla
- 2003 - Krasnodarské hudební divadlo (libreto Marius Petipa a Sergěj Chudekov, editoval Jurij Grigorovič, umělec - Mikola Šaranov (Микола Шаранов), dirigent - Alexandr Lavreňuk (Олександр Лавренюк)
- 2007 - Novosibiřské divadlo opery a baletu. Nikiya - Polina Semjonova (Поліна Семионова), Solor - Igor Zelensky)
- 2007 - Tatarské divadlo opery a baletu Муси Джаліля, podle choreografie Mariusa Petipy (s fragmenty choreografie Vladimíra Ponomarjova a Vachtanga Čabukiani), Konstantina Sergejeva a Mykoly Zubkovského, obraz „Stíny“ - upravila Olga Jordanová (Ольгa Йордан) a Fedor Lopuchov (Федор Лопухов).
- 2011 - Jekatěrinburské divadlo opery a baletu (Єкатеринбурзький театр опери та балету)
- 2012 - Samarské divadlo opery a baletu (Самарський театр опери та балету), inscenace Gabriely Komlevy (Комлева, Габриэла Трофимовна)
- 2013 - Moskevské akademické hudební divadlo K. S. Stanislavského a V.I. Němiroviče-Dančenka (Театр имени Станиславского и Немировича-Данченко), inscenace Natálie Makarové (Макарова, Наталия Романовна), dirigent - režisér Anton Grišanin (Антон Гришанин), návrhář kostýmů Jolanda Sonnabend (Иоланда Соннабенд)

### Inscenace mimo Rusko
Mimo Rusko byla Bajadéra dlouho neznámá.

#### Premiéry „království stínů"
První pokusy o provedení alespoň slavné scény Království stínů ze 3. dějství provedla ve dvacátých letech dvacátého století Anna Pavlova (Павлова, Анна Павловна), ale s malým úspěchem. Ve stejné době tančila Olga Spesivceva (Спесивцева, Ольга Александровна) jako Nikiya v pařížské opeře silně zkrácenou verzi Říše stínů.
Nikolaj Sergějev inscenoval ve 30. letech dvacátého století krátký balet s názvem Rádžův sen (The Rajah’s Dream), který byl rovněž vytvořen podle aktu stín. Tuto scénu uvedl Sergějev poprvé v Paříži v roce 1927 s Olgou Spesivcevovou v roli Nikiye.
Království stínů se stalo samostatným fenoménem. Dvaatřicet dívek se postupně objevuje na horizontu a jednoduchou, neustále opakovanou kombinací několika kroků, pózy arabesque a mírného záklonu postupně zaplňuje jeviště. V roce 1900 čítal sbor 48 tanečnic a arabesek).
Oficiální západní premiéra stínového aktu se konala 12. dubna 1961 v Theatro Municipal v Rio de Janeiru v inscenaci Eugenie Feodorové. Bertha Rosanova tančila Nikiyu a Aldo Lotufo tančil Solora.
Ve stejném roce, 4. července 1961, vzbudilo velkou pozornost představení Království stínů v Paříži, během hostování tehdejšího Kirovova baletu. Od roku 1991 je to balet Mariinského divadla (Балет Мариинского театра) se sólistou Rudolfem Nurejevem.
Se sólisty Nurejevem a Margot Fonteynovou následovala v roce 1963 první produkce stínového aktu s královským baletem Royal Ballet v Londýně.
V roce 1974 byla scéna Království stínů poprvé uvedena v Československu, ve Smetanově divadle v Praze.

#### Celý balet
- 1980 - Bajedéra jako celek se na Západě poprvé představila 21. května 1980, kdy Natalia Makarova (Макарова, Наталия Романовна) uvedla její novou verzi v Metropolitní opeře v New Yorku s Americkým baletním divadlem. (ABT).[16][19] Minkusovu hudbu nově zorchestroval John Lanchbery.[16] Makarova v zásadě vycházela z verze Ponomareva a Chabukianiho, kterou v mládí tančila v divadle Kirov / Mariinsky. Makarova také provedla další změny, vypustila řadu čísel z 2. dějství a představila svou vlastní verzi 4. dějství, které v Rusku již dávno nebylo uváděno.[16] Toto provedení bylo také v přímém přenosu americké televize a mělo velký úspěch.
- Makarova v letech 1989/90 svou verzi nastudovala v Royal Ballet v Londýně[20] a později také v dalších společnostech po celém světě.[16]
- 1992 - Pařížská opera, režie Rudolf Nurejev, asistent režie - Ninel Kurgapkina (Нінель Кургапкіна). Rudolf Nurejev vytvořil s baletem Pařížské opery vlastní verzi Bajadéry, která měla premiéru 8. října 1992. Vystupovali Isabelle Guérin jako Nikiya, Laurent Hilaire jako Solor a Élisabeth Platel jako Gamzatti.[16][21][22] Za choreografii byl Nurejev oceněn řádem Ordre des Arts et des Lettres.[16] Tato verze je stále v repertoáru pařížské opery a byla také zfilmována.

- 2002 - Vicharevova (Вихарев, Сергей Геннадьевич) verze byla uvedena na turné v New Yorku, Paříži a Baden-Badenu, kde se i přes počáteční údiv nad množstvím pantomimy setkala s velkým zájmem.[23]

#### Ukrajina
- 1926, 2. října - Kyjevské divadlo opery a baletu (Київський театр опери і балету), první balet divadla [24]
- 2013 - Ukrajinská národní opera (Національна опера України), režie Natalia Makarova, dirigentka - Mikola Ďaďura (Дядюра Микола Володимирович), výtvarník - Vjačeslav Okunev, Nikiya - Elena Filipěva (Олена Філіп'єва), Solor - Denis Matvienko (Денис Матвієнко)

#### Kazachstán
- 2015 - Kazašské státní divadlo opery a baletu „Opera v Astaně“, režie Altina Asilmuratova (s přidanými prvky děje),

#### Německo
- Premiéra se konala 24. března 1998 v Bavorské státní opeře v Mnichově s Bavorským státním baletem, jako inscenace francouzského choreografa Patrice Bart.
- Další nová produkce následovala v roce 2002 v Hamburku a Berlíně
- Roku 2008 v Saské státní opeře v Drážďanech.
- 9. 11. 2018 - Marius Petipa a jeho balet znovu ožil v podobě 19. století ve Státní opeře Berlín. Choreografie Alexej Ratmanský, podle Stěpanovy notace[25] taneční partitury zachované v Sergeyev Collection.[pozn 2]

#### Rakousko
1999 - Vídeňská státní opera, choreografie Vladimír Malachov (Nikiya - Brigita Stadler, Solor - Vladimír Malachov, Gamzatti - Simona Noža)

#### Česko
Česká premiéra se uskutečnila v brněnském divadle v roce 2003. Na premiéru v Česku tedy Bajadéra čekala 136 let. Obnovená inscenace se konala tamtéž roku 2013. Na scéně pražského Národního divadla se objevila v choreografii Javiera Torrese v roce 2014. Moravské divadlo Olomouc ji uvedlo 22. března 2019.

## Nahrávky (výběr)

### CD
- Léon Minkus: La Bayadère (Orchestrace: John Lanchbery), English Chamber Orchestra (1994/2012; Decca)

### Filmy
- Léon Minkus: La Bayadère (Choreografie: Rudolf Nureyev / Orchestrace: John Lanchbery), Isabelle Guérin (Nikiya), Laurent Hilaire (Solor), Élisabeth Platel (Gamzatti) a další. Balet Pařížské opery, orchestr Colonne, Dir.: Michel Quéval (2010 (?); Warner Music Group Germany; DVD)
- Léon Minkus: La Bayadère (Choreografie: Yuri Grigorovič podle Mariuse Petipy, Vakhtang Chabukiani, Nikolai Zubkovský a Konstantin Sergějev), Svetlana Zacharova (Nikiya), Vladislav Lantratov (Solor), Maria Alexandrova (Gamzatti) a další, Bolschoi-Ballett, Bolshoi Theatre Orchestra, Dir.: Pavel Sorokin (2013; Pathé-Live/Belair; DVD)
- Léon Minkus: La Bayadère. Choreografie: Natalia Makarowa podle Mariuse Petipy. Orchestrace: John Lanchbery). Marianela Nuñez (Nikiya), Vadim Muntagirov (Solor), Natalia Osipova (Gamzatti) a další, The Royal Ballet, The Orchestra of the Royal Opera House, Dir.: Boris Gruzin (2020 (?); Opus Arte; DVD)